# 1945 w sztukach plastycznych
Wydarzenia w sztukach plastycznych i wizualnych w 1945 roku.

## Malarstwo
- Salvador Dalí

Koszyk na chleb – raczej śmierć niż wstyd
Trzy objawienia twarzy Gali
Akt mojej żony kontemplującej swoje własne ciało zamieniające się w schody, trzy kręgi kolumny, niebo i architekturę
Galarina (1944-45)
Apoteoza Homera (1944-45)
- Edward Hopper

Pokoje do wynajęcia – olej na płótnie
Poranek w mieście – olej na płótnie
- Jean Faurtier

Powielone głowy

## Grafika
- Maurits Cornelis Escher

Trzy kule I – drzeworyt sztorcowy
Balkon – litografia
Kolumny doryckie – drzeworyt sztorcowy

## Rzeźba
- Henry Moore – Strzelec (1944-45)[10]

## Urodzeni
- Joseph Kosuth – amerykański artysta
- Jarosław Kozłowski – polski artysta
- Elżbieta Kalinowska – polska malarka, autorka rysunków i instalacji
- Ewa Partum – polska artystka intermedialna

## Zmarli
- 22 marca – Jaromír Funke (ur. 1896) – czeski fotograf
- 22 lutego – Anne Marie Carl-Nielsen (ur. 1863) – duńska rzeźbiarka